# Lingua armena media
La lingua armena media (o armeno di Cilicia) corrisponde alla seconda fase della lingua armena letteraria. Non va però confuso con i dialetti armeni parlati in quella regione nei tempi moderni. Segue nel tempo l'armeno classico o "Grabar"; e precede l'armeno moderno o "Ashkharhabar", che presenta due varietà letterarie: il dialetto armeno orientale, e il dialetto armeno occidentale con il quale la lingua "media" è più affine.

## Storia

Blasone del regno armeno di Cilicia.

Essa fu la lingua scritta del regno armeno di Cilicia. In questa lingua furono scritti molti libri tra il XII e il XVIII secolo; ma non soppiantò mai del tutto il "Grabar", che restò la lingua degli scritti di carattere elevato, come la religione e la filosofia. E mentre l'uso dell'armeno "medio" si estinse, il "Grabar" restò la lingua scritta degli armeni fino alla metà del XIX secolo.      
Mentre il "Grabar" era una lingua fortemente flessiva e sintetica, l'armeno medio introdusse molte forme analitiche, situandosi in una fase di transizione tra l'armeno classico ed il moderno. Inoltre si tratta della prima forma scritta di armeno che mostra la rotazione consonantica tipica delle parlate armene occidentali. E per la prima volta presenta due segni in più nell'alfabeto armeno, tuttora in uso nelle due varietà scritte moderne: un segno per la vocale "o" iniziale di parola, e l'altro segno per la consonante "f".